# Le Livre de Poche Tallandier
Ne doit pas être confondu avec Livre de Poche ou Le Livre de Poche.

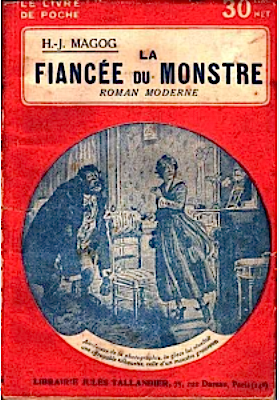
Couverture de La Fiancée du monstre, roman moderne écrit par H.-J. Magog (1917).

Le Livre de Poche est une ancienne collection littéraire française fondée en 1915 par les éditions Jules Tallandier de romans populaires à petit prix et à format réduit (in-16, 11 x 15,5 cm),. D'abord incluse comme collection de la marque Le Livre national, les ouvrages paraissaient tous les mercredis, et étaient vendus 30 centimes puis, après 1919, à 50 centimes de franc de l'époque. La première série est supprimée en novembre 1917 du fait des rationnements en papier en période de guerre.
Chaque ouvrage comporte une illustration de couverture, non signée. Toutefois, Henri Thiriet est connu pour en avoir dessiné un grand nombre. Les textes sont soit des inédits soit des rééditions d'ouvrages publiés antérieurement. Beaucoup d'auteurs utilisent ici des pseudonymes. 
La collection semble disparaître après 1941, totalisant plus d'un millier d'ouvrages. En février 1953 le nom est racheté par Hachette à la Librairie Pierre Trémois qui le possédait depuis 1944, pour former Le Livre de Poche.